# Gary Pallister
Gary Andrew Pallister (Ramsgate, 30 de junio de 1965) es un exfutbolista inglés. Se desempeñaba como defensa y su época más relevante fue entre 1989 y 1998, en que formó parte de la plantilla del Manchester United.

## Clubes
| Club              | País       | Año         |
| ----------------- | ---------- | ----------- |
| Middlesbrough FC  | Inglaterra | 1984 - 1985 |
| Darlington FC     | Inglaterra | 1985        |
| Middlesbrough FC  | Inglaterra | 1985 - 1989 |
| Manchester United | Inglaterra | 1989 - 1998 |
| Middlesbrough FC  | Inglaterra | 1998 - 2001 |

- Datos: Q380231